# Nguyễn Công Thành (cầu thủ bóng đá, sinh 1997)
Nguyễn Công Thành (sinh ngày 5 tháng 10 năm 1997) là một cầu thủ bóng đá chuyên nghiệp người Việt Nam hiện đang thi đấu ở vị trí tiền đạo cho câu lạc bộ Đồng Tháp tại V.League 2.
Công Thành hiện tại giữ kỷ lục là cầu thủ trẻ nhất ra sân ở V-League 1 khi anh vào sân thay người ở phút 61 trong trận đấu ngày 10 tháng 1 năm 2015 trên sân vận động Cao Lãnh giữa Đồng Tháp và XSKT Cần Thơ.

## Danh hiệu
- Giải bóng đá U15 quốc gia: Huy chương đồng (2013).[3]